# 貴平町
貴平町（きへいちょう）は静岡県浜松市中央区の町名。丁番を持たない単独町名である。住居表示未実施。

## 地理
東名高速道路浜松インターチェンジの北東に位置する。東で常光町、西で上石田町、南で白鳥町、北で恒武町と接する。

### 学区
小学校・中学校の学区は以下の通りである。
- 浜松市立豊西小学校
- 浜松市立笠井中学校

## 歴史

### 沿革
- 1889年（明治22年）4月1日 - 町村制の施行により、長上郡貴平村が周辺の村と合併して長上郡笠井村となる[WEB 8]。旧村名は笠井村の大字として残る[書籍 1]。
- 1891年（明治24年）9月17日 – 笠井村が町制施行して笠井町となる。
- 1896年（明治29年）4月1日 - 郡制の施行により、笠井町の所属郡が浜名郡に変更となる。
- 1951年（昭和26年）4月1日 – 笠井町が豊西村と新設合併し笠井町となる。
- 1954年（昭和29年）3月31日 – 笠井町が浜松市に編入される。
- 1955年（昭和30年）10月20日 - 大字貴平が一部を常光町及び恒武町へ割譲する[WEB 9]とともに、貴平町へ住所表記を変更する[書籍 2]。
- 1973年（昭和48年）4月1日 - 上石田町・下石田町・松小池町・貴平町・白鳥町の各一部を合わせて流通元町を新設[WEB 10]。
- 2007年（平成19年）4月1日 - 浜松市が政令指定都市となる。貴平町は東区の一部となる。
- 2024年（令和6年）1月1日 - 浜松市の行政区再編により、貴平町は中央区の一部となる。

## 施設
- 軽自動車検査協会静岡事務所浜松支所
- JAとぴあ浜松ファーマーズマーケット東店
- アサヒ商会貴平給油所
- セブン-イレブン浜松貴平町店
- ファミリーマート浜松インター北店
- 曹洞宗吉祥寺
- 曹洞宗清観寺
- 八幡神社

## 交通

### バス
- 遠鉄バス78蒲線：（浜松駅 - ）貴平（ - 笠井上町 方面）

### 道路
- 東名高速道路
- 静岡県道45号天竜浜松線（笠井街道）
- 静岡県道65号浜松環状線
- 静岡県道313号笠井飯田線

## その他

### 警察
警察の管轄区域は以下の通りである。
| 番・番地等 | 警察署       | 交番・駐在所 |
| ---------- | ------------ | ------------ |
| 全域       | 浜松東警察署 | 笠井交番     |

### 消防
消防の管轄区域は以下の通りである。
| 番・番地等 | 消防署   | 本署/出張所  |
| ---------- | -------- | ------------ |
| 全域       | 東消防署 | 上石田出張所 |

### 書籍
1. ↑  『浜松市史 三』浜松市役所、1980年3月26日、176頁。
2. ↑  『わがまち文化誌 笠井』浜松市笠井公民館、1993年10月29日、43頁。

### WEB
1. ↑  “h02_22.csv”.   総務省 (2022年2月10日). 2024年6月28日閲覧。
2. ↑  “chuouku_menseki.xlsx”.   浜松市 (2024年3月12日). 2024年6月28日閲覧。
3. ↑  “静岡県 浜松市中央区 貴平町の郵便番号 - 日本郵便”.   日本郵便. 2025年2月15日閲覧。
4. ↑  “市外局番の一覧”.   総務省 (2022年3月1日). 2024年6月28日閲覧。
5. ↑  “事業所案内及び管轄地域（事務所3件、分室3件）”.   一般社団法人静岡県自動車会議所. 2024年6月28日閲覧。
6. ↑  “住居表示実施状況／浜松市”.   浜松市 (2024年1月4日). 2024年6月28日閲覧。
7. ↑  “学校名から探す／浜松市”.   浜松市 (2024年1月1日). 2024年6月28日閲覧。
8. ↑  “historyofcities.pdf”.   静岡県総務部合併推進室・財団法人静岡県市町村振興協会. 2024年9月24日閲覧。
9. ↑  “解説ページ”.   株式会社エア. 2024年10月10日閲覧。
10. ↑  “zissiitiran1.pdf”.   浜松市 (2024年1月4日). 2024年6月28日閲覧。
11. ↑  “笠井交番｜静岡県警察”.   静岡県警察 (2024年1月1日). 2024年6月28日閲覧。
12. ↑  “消防署の町別管轄「き」／浜松市”.   浜松市 (2023年4月3日). 2024年6月28日閲覧。